# 제28SS의용척탄병사단 발로니엔
왈롱 군단(프랑스어: Légion Wallonie)은 나치 독일의 부대 중 하나로서 왈롱(벨기에의 프랑스어 사용 지역) 출신 의용병들로 이루어진 부대였다. 본래 국방군에 배속되었으나 이후 무장친위대로 소속이 바뀌어 제5의용돌격여단 발로니엔(독일어: 5. SS-Freiwilligen-Sturmbrigade „Wallonien“)을 칭하였고, 1944년 10월 18일 사단으로 승격되어 제28SS의용척탄병사단 발로니엔(28. SS-Freiwilligen-Panzergrenadier-Division „Wallonien“)이 되었다. 그러나 실제 병력 수가 여단 수준을 넘어본 적은 한 번도 없다.